# Terry Nichols
Terry Lynn Nichols (Lapeer, 1955. április 1. –) amerikai terrorista, akit elítéltek az 1995‑ös Oklahoma City‑i bombatámadásért. A terrorcselekmény előtt több különböző munkát is végzett, mint gazda és ingatlanügynök. Az amerikai hadseregben töltött ideje alatt ismerte meg Timothy McVeight, akivel végül együtt elkövették a bombatámadást. Kevesebb, mint egy év után elhagyta a hadsereget. 1994-ben és 1995-ben tervezték meg az oklahomai támadást, amelynek célpontja a Alfred P. Murrah Szövetségi Épület volt Oklahoma Cityben, 1995. április 19-én. A terrortámadás során 168-an haltak meg.
1997-ben elítélték tömegpusztító fegyver használatáért és nyolc akaratlan emberölés vádjával. Életfogytiglan börtönbüntetésre ítélték, feltételes szabadlábra helyezés lehetősége nélkül, miután a bíró elutasította a halálbüntetést. Ezek mellett Oklahomában is bíróság elé állt, gyilkosság vádjával. 2004-ben 161 első fokú gyilkosságért, magzatgyilkosságért, elsőfokú gyújtogatásért és összeesküvésért ítélték el. Mint a szövetségi per alatt, ezúttal is kizárták a halálbüntetést. Az életfogytiglan büntetést kapott bűnözők közül minden idők leghosszabb börtönbüntetését tölti jelenleg az ADX Florence (Florence, Colorado) szuperbörtönben, miután 161 életfogytiglan börtönbüntetésre, plusz 9300 évre ítélték el. A Bomber’s Row cellasorban lakik, olyan bűnözőkkel együtt, mint Ramzi Juszef, Eric Rudolph és Ted Kaczynski.

## Kormányellenes nézetei
Nichols kormányellenes nézetei nőttek az évek folyásával. Felnőtt életének nagy részét Lapeer és Sanilac megyékben töltötte, ahol jellemző az alacsony bizalom a szövetségi kormány felé. Szomszédjai azt mondták, hogy több kormányellenes csoportnak is tagja volt, kísérletezett robbanószerekkel és egyre radikálisabb lett. 1992 februárjában megpróbálta leadni amerikai állampolgárságát, azt állítva, hogy a politikai rendszer korrupt volt. Hónapokkal később bíróságon próbálta védeni magát tartozásaival szemben (amely ekkor nagyjából 40 ezer dollár volt), kiabált a bíróval és nem volt hajlandó kiállni a pad elé. 1992. október 19-én ismét aláírt egy dokumentumot arról, hogy elhagyja amerikai állampolgárságát. Később feladta vezetői engedélyét is.
McVeigh és Nichols egyre közelebb került, miután a korábbi elhagyta a hadsereget. 1991 decemberében Nichols meghívta McVeight, hogy Michiganben árulják az amerikai hadsereg felesleges fegyvereit. A következő három év nagy részét együtt töltötték. 1993. április 19-én Nichols és McVeigh tévét nézett a korábbi farmházában a Wacói ostrom (Texas) idején. A pár teljesen felháborodott a szövetségi kormánnyal szemben és elkezdték megtervezni bosszújúkat. 1993 őszén Nichols és McVeigh üzleti társak lettek, fegyverbemutatókon árultak különböző felszereléseket. Egy ideig vándorként éltek, követve a bemutatókat városról-városra.
Nichols Las Vegasba költözött, hogy építkezéseken dolgozzon, sikertelenül. Ezt követően Kansasben próbált szerencsét, ahol felvették egy farmra 1994 márciusában. Ugyanebben a hónapban levelet küldött Marion megye jegyzőjének, azt állítva, hogy nem érvényes rá az amerikai törvény és ezért munkáltatója nem tarthatja vissza tőle szövetségi adóját. Munkaadója azt nyilatkozta, hogy Nichols keményen dolgozott, de szokatlan politikai nézetei voltak. 1994 őszén kilépett.

## A terrortámadás

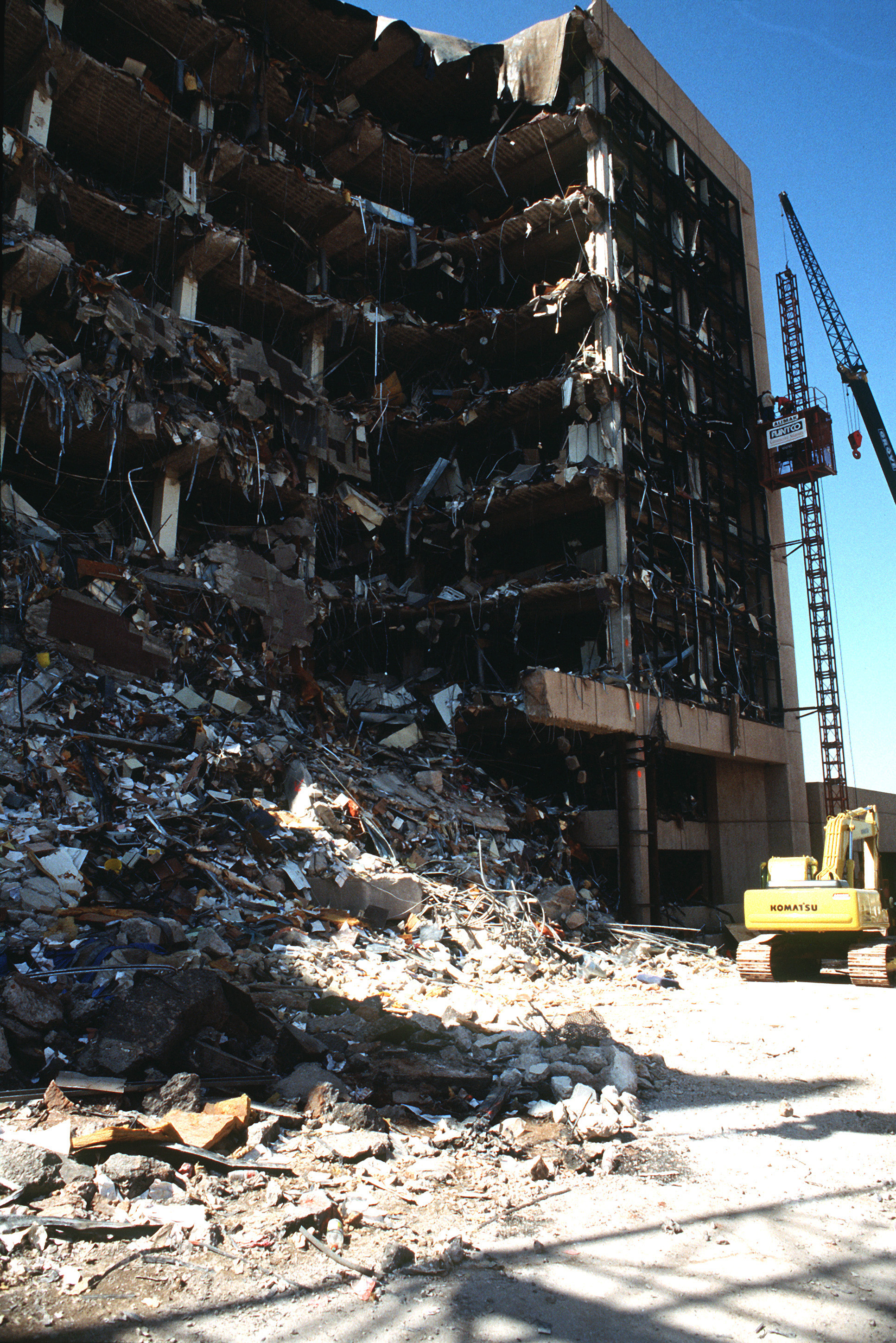
A robbantás helyszíne, 1995. április 21-én.

1994. szeptember 22-én Terry Nichols és McVeigh kibéreltek egy raktárt és elkezdték összeszedni alapanyagaikat a bombához. Szeptember végén vagy október elején Nichols és McVeigh elloptak dinamitokat és detonátorokat a közeli kőbányából. Nichols elkezdett nagy mennyiségben ammónium-nitrátot vásárolni és három különböző raktárban tárolta. Nichols ezek mellett kirabolt egy arkansasi fegyverkereskedőt, akivel a bemutatókon barátkozott össze.

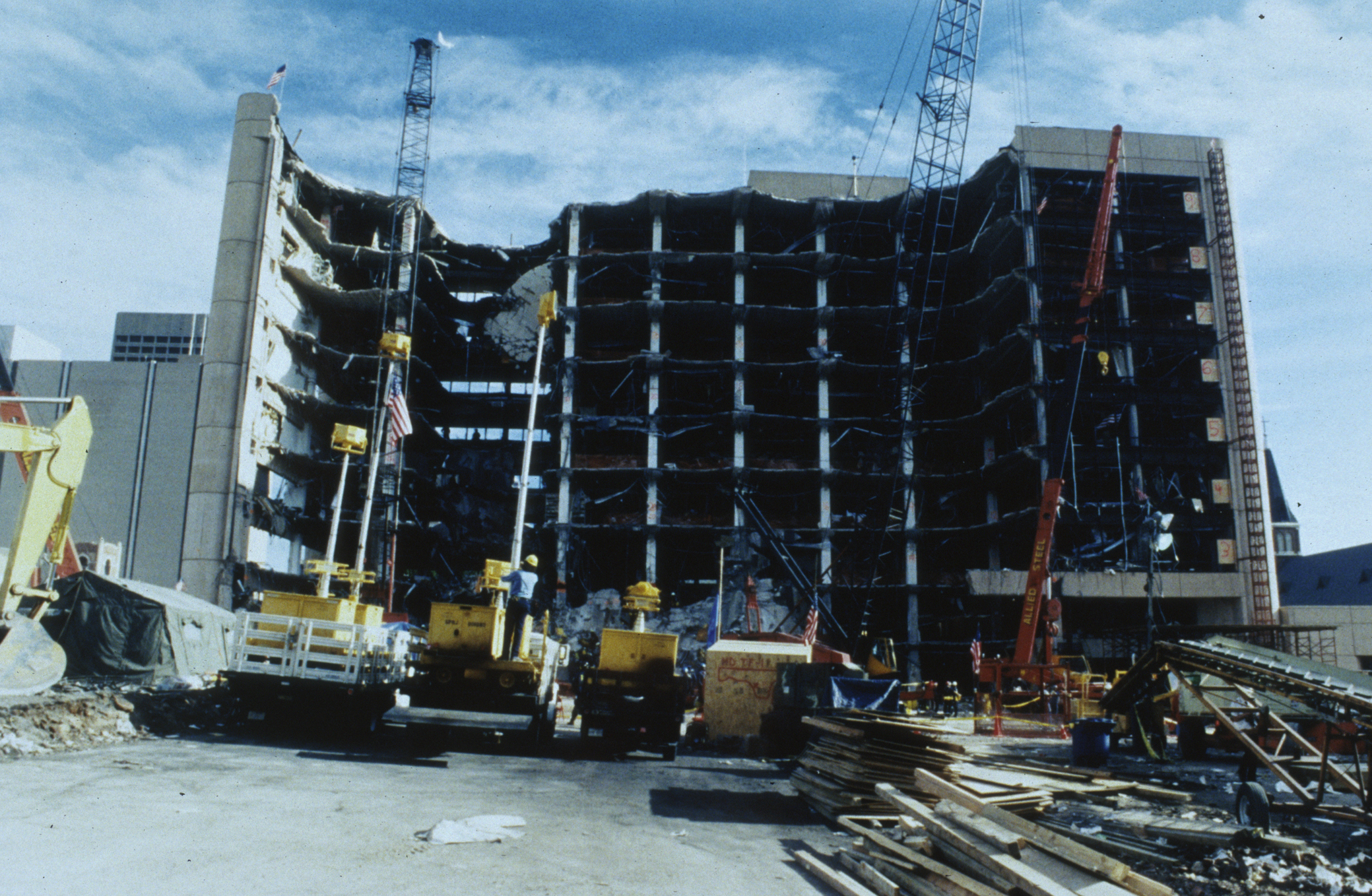
Az épület, amelyet a támadás érte.

1995 februárjában Nichols vásárolt egy kis házat Heringtonban (Kansas). 1995 márciusában dízelt vásárolt. Április 14-én Nichols adott készpénzt McVeighnek, az utóbbi szerint. Április 16-án, húsvétvasárnap Nichols és McVeigh Oklahoma Citybe utazott, hogy a menekülőautót elhelyezzék a városban. Április 18-án, egy nappal a robbantás előtt, Nichols segített a teherautóbomba előkészítésében, egy Herington közelében lévő tónál. McVeigh azt mondta, hogy Nichols és a Fortierek lényegében visszalépett a tervtől és olyanok voltak, akik „szerettek keményen beszélni, de végül a kurváik és gyerekeik uralkodtak.” Mikor a robbanás történt, Nichols a családjával volt Kansasben.
Április 21-én Nichols megtudta, hogy ki akarják kérdezni, amelyet követően feladta magát és beleegyezett házának átkutatásába. A keresés során detonátorokat, ammónium-nitrátot, a bombázás helyszínén talált műanyag csövekhez hasonló anyagokat, 33 fegyvert, kormányellenes irodalmat, egy nyugtát McVeigh ujjlenyomatával, egy hitelkártyát, amelyet McVeigh használt vásárlása közben, illetve Oklahoma City belvárosáról rajzolt térképet. Nicholst tanúként tartották fogva, míg meg nem vádolták, május 10-én.
Nyomozók átfésülték James Nichols deckeri (Michigan) farmját, ahol Terry Nichols és McVeigh átmenetileg tartózkodott a robbantás előtti hónapokban. Jamest letartóztatták kis bombák készítésének gyanújával, de május 24-én, vádemelés nélkül elengedték. A bíró azt állította nincs rá bizonyíték, hogy másokra veszélyt jelentene.

## Elítélése

### Szövetségi ügy

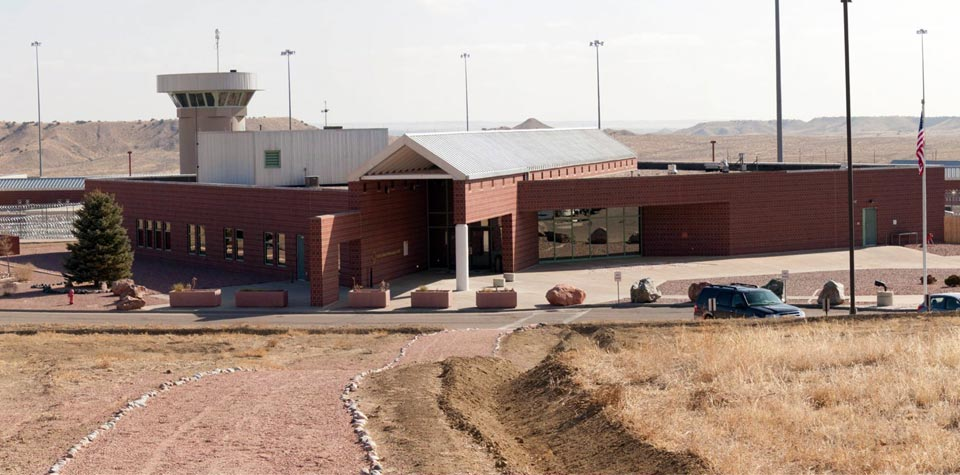
Florence ADMAX szuperbörtön, ahol Nichols él az ügy lezárása óta.

McVeight Nichols előtt ítélték el és halálbüntetést szabtak ki rá. Michael Fortier, aki korábban velük együtt szolgált a hadseregben, McVeigh és Nichols ellen tanúskodott. Fortier megegyezett egy vádalkuban, amelynek értelmében büntetését lecsökkentik, ha tanúskodik a páros ellen. Tizenkét évre ítélték. Fortier vallomásában azt mondta, hogy Nicholsnak és McVeighnek kormányellenes nézetei voltak és fel akarták robbantani a Murrah szövetségi épületet. Azt mondta, hogy segített McVeighnek átnézni az épületet a támadás előtt. Ezek mellett azt vallotta, hogy Nichols kirabolt egy arkansasi fegyverkereskedőt, hogy tudják pénzügyileg támogatni a robbantást. Fortier biztos bizonyítékot tudott adni a Nichols és McVeigh elleni ügyekben.
Nichols felesége, Marife a védelem tanújaként adott vallomást, de valószínűleg inkább a másik oldalt segítette. Azt mondta, hogy férje a bombázás előtt kettős életet élt, álneveket használt, raktárakat bérelt és azt hazudta, hogy végett vetett kapcsolatának McVeigh-jel. Ezek mellett elmondta, hogy Nichols Oklahoma Citybe utazott három nappal a bombázás előtt, igazolva az elméletet, hogy Nichols segített a menekülőautó elhelyezésében a Murrah épület közelében. Marife ezek mellett nem tudott alibit adni Nicholsnak az április 18-i napra, amely az eljárás szerint a bomba összeállításának napja volt.
Nicholst Michael Tigar bűnügyi védőügyvéd képviselte a bíróságon. A meghallgatás kilenc hétig tartott, az eljárás idején 100 tanút hallgattak meg, akik hozzá tudták kapcsolni Nicholst és McVeight a robbantáshoz. A bíró szerint Nichols segített az alapanyagok bevásárlásában és ellopásában, elhelyezni a menekülőautót és összeépíteni a bombát. A védelem megpróbálta azzal menteni az ügyet, hogy olyan tanúkat hívtak, akik látták McVeight más személyekkel a bombázás ellen és azt mondták, hogy a kormány megpróbálta manipulálni a Nichols elleni bizonyítékot.
Az esküdtszék hat nap alatt 41 órát töltött a döntés meghozatalával, majd felmentették Nicholst 1997. december 24-én a bomba tényleges felrobbantása alól, de elítélték az összeesküvésért, hogy tömegpusztító fegyvert használjanak McVeigh-jel, amely egy halálbüntetéssel büntethető bűncselekmény. Felmentették elsőfokú (megtervezett) gyilkosság vádja alól, de elítélték szándékon kívüli emberölésért, három szövetségi hivatalnok halála miatt.

A The Washington Post a következőt írta arról, hogy miért nem ítélték el elsőfokú gyilkosság vádjával Nicholst:
Nem volt rá bizonyíték, hogy Nichols bérelte ki a Ryder-teherautót, amely Oklahoma Citybe vitte a bombát és nem volt senki, aki azonosíthatta volna, mint a két tonnányi ammónium-nitrát megvásárlója, amely a bomba fő alapanyaga volt. A legnagyobb probléma a kormánynak az volt, hogy Nichols otthon volt Kansasben, mikor McVeigh felrobbantotta a teherautót.
Egy másik elmélet szerint az esküdtszék néhány tagja elhitte Nichols ügyvédjeinek, hogy kilépett az összeesküvésből a robbantás előtt. Nyilvánvaló bűntudata és többszöri sírása is befolyásolhatta az esküdtszéket.
13 óráig tanakodott az esküdtszék, hogy kiszabják-e a halálbüntetést, de végül elutasították. Richard P. Matsch bíró ezt követően eldönthette, hogy az életfogytiglani börtönbüntetést feltételes szabadlábra helyezéssel vagy anélkül adja meg. 1998. június 4-én elítélte Nicholst életfogytig, feltételes szabadlábra helyezés nélkül, és Nicholst az alkotmány ellenségének nevezte, aki összeesküdött, hogy elpusztítson mindent, amit az alkotmány véd. Nichols nem mutatott érzelmet. A Florence-i szuperbörtönbe küldték.

### Oklahoma állami ügy
Miután a szövetségi esküdtszék elutasította a halálbüntetést, amely életfogytiglan börtönbüntetésben végződött, Oklahoma lakosai petíciót írtak, hogy az állami ügyészség is nyomozzon az ügyben. Charles Key képviselte a csoportot, amelyek a petíciót létrehozták. Abban reménykedtek, hogy további összeesküvőket is találnának a nyomok alapján. Tizennyolc hónapig tartott a meghallgatás más gyanúsítottakról, de végül csak Nicholsra tértek vissza, 1999 márciusában. Wes Lane, Oklahoma megye körzeti bírája tagadta, hogy azért nyitották volna újra az ügyet, hogy kivégezzék Nicholst, hanem azért, hogy a tettes el legyen ítélve minden egyes gyilkosságért. „Ez az ügy mindig 161 férfiról, nőről, gyermekről és egy még meg nem született babáról szólt, akiknek ugyanúgy meg van a joguk, hogy bíróság előtt legyenek, mint a nyolc szövetségi hivatalnoknak.”
A coloradói börtönből 2000 januárjában utazott Nichols Oklahomába, hogy bíróság elé álljon 160 első fokú gyilkosságért, egy magzatgyilkosságért, egy első fokú gyújtogatásért és összeesküvésért. A cél az volt, hogy kiszabják rá a halálbüntetést.
A kéthónapos meghallgatás alatt nagyon sok bizonyíték gyűlt össze, 151 tanút hallgattak meg. A fő tanú Fortier volt, aki azt mondta, hogy Nichols mélyen részese volt az összeesküvésnek és segített a bomba alapanyagainak beszerzésében. Ezek mellett azt vallotta, hogy McVeigh és Nichols elloptak detonátorokat egy kőbányából és, hogy Nichols kirabolt egy fegyverkereskedőt, hogy megszerezze a pénzt a támadáshoz. Nichols ügyvédjei azt mondták, hogy ő volt a bűnbak és, hogy mások is összefogtak McVeigh-jel. Be akartak mutatni bizonyítékot, hogy McVeigh közel állt egy fehér felsőbbrendűségi csoporthoz, akik együttműködtek vele. A bíró nem engedélyezte a bizonyíték bemutatását, azt mondva, hogy a védelem nem tudta bebizonyítani, hogy ezek az emberek bármilyen szinten köthetőek lennének az ügyhöz. 2004. május 26-án egy 12 fős esküdtszék öt órát töltött a döntés meghozatalával. Mikor a döntést felolvasták, Nichols nem mutatott ki semmiféle érzelmet, csak bámult maga elé.
Az ügy büntető fázis 2004. június 1-én kezdődött. Ugyanaz az esküdtszék, amely meghozta a döntést, hogy Nichols bűnös, hozta meg a döntést a halálbüntetésről is. Az öt napos meghallgatás során 87 szemtanút hívtak a bíróságra, amelyek közé tartoztak Nichols és az áldozatok családjai. Nichols rokonai azt mondták róla, hogy egy szerető családapa volt. 19 és fél órás döntéshozatalt követően az esküdtszék nem tudott megegyezni a halálbüntetésben. Mivel ezzel ezt kizárták az ügy végkimenetelei közül, Nichols a folyamat alatt először beszélt publikusan, egy hosszú nyilatkozatot elmondva. Bocsánatot kért a gyilkosságokért és felajánlotta, hogy ír a túlélőknek, hogy segítse felépülésüket. Taylor bíró Nicholst egy terroristának hívta és azt mondta, hogy „Egy amerikai állampolgár se okozott még ekkora pusztulást. Az amerikai történelem első számú tömeggyilkosa vagy” és elítélte a támadót 161 életfogytiglani börtönidőre, feltételes szabadlábra helyezés lehetősége nélkül. Nichols ezt követően visszatért Coloradóba, a Florence ADMAX börtönbe.